# Mike Everitt
Mike Everitt, all'anagrafe Michael Dennis Everitt (Clacton-on-Sea, 16 gennaio 1941) è un allenatore di calcio ed ex calciatore inglese, di ruolo difensore.

## Caratteristiche tecniche
Era un terzino sinistro.

## Carriera

### Giocatore
Dopo aver giocato nelle giovanili dell'Arsenal nel 1958, all'età di 17 anni, viene aggregato alla prima squadra, militante nella prima divisione inglese; fa tuttavia il suo esordio vero e proprio tra i professionisti solamente nella stagione successiva, nella quale gioca 5 partite di campionato. Nel corso della stagione 1960-1961 realizza invece il suo primo (ed unico) gol con la maglia dei Gunners, nell'incontro di campionato del 23 agosto 1960 vinto contro il Preston N.E.. Oltre alla partita in questione gioca poi ulteriori 3 incontri, per complessive 9 presenze ed un gol con l'Arsenal, che nel febbraio del 1961 lo cede al Northampton Town, club di quarta divisione.
La sua permanenza con i Cobblers si protrae per poco più di sei anni (fino al marzo del 1967), durante i quali mette a segno in totale 15 reti in 207 partite di campionato, divise fra tutte e quattro le divisioni inglesi facenti parte della Football League: nella stagione 1960-1961 gioca infatti come già detto in quarta divisione, conquistando a fine anno una promozione in terza divisione, categoria in cui gioca quindi nella stagione 1961-1962. Vince poi la Third Division 1962-1963, giocando quindi in seconda divisione sia nella stagione 1963-1964 che nella stagione 1964-1965, al termine della quale il club viene promosso in prima divisione, categoria nella quale Everitt torna quindi a giocare nella stagione 1965-1966 (segnando una rete in 32 presenze), terminata però con una retrocessione (e quindi con una nuova militanza in seconda divisione fino al marzo del 1967). Anni dopo il suo ritiro è anche stato inserito nel Northampton Town Team of the Century, essendo stato uno dei punti fermi della formazione titolare del club nel periodo di maggior successo della sua storia (la stagione 1965-1966 è infatti la prima giocata in prima divisione dal Northampton Town, che nel mezzo secolo successivo ha militato prevalentemente in terza e quarta divisione).
Dal marzo del 1967 al termine della stagione 1967-1968 Everitt gioca ancora in seconda divisione, al Plymouth, disputando in tutto 29 incontri in questa categoria. Trascorre poi un biennio in terza divisione al Brighton, per poi nel 1970, all'età di 29 anni, andare a giocare nei semiprofessionisti del Plymouth City, di cui è contemporaneamente anche allenatore; si ritira definitivamente nel 1973, dopo un biennio con il doppio ruolo di giocatore ed allenatore ai semiprofessionisti londinesi del Wimbledon FC.
In carriera ha totalizzato complessivamente 272 presenze e 17 reti nei campionati della Football League.

### Allenatore
Tra il 1973 ed il 1975 ha allenato il Brentford, nella terza divisione inglese.
Nella stagione 1982-1983 alla guida dell'Al-Mokawloon ha vinto il campionato egiziano e due edizioni della Coppa delle Coppe d'Africa.

## Palmarès

### Giocatore

#### Competizioni nazionali
- Third Division: 1

Northampton Town: 1962-1963

### Allenatore

#### Competizioni nazionali
- Campionato egiziano: 1

Al-Mokawloon: 1982-1983

#### Competizioni internazionali
- Coppa delle Coppe d'Africa: 2

Al-Mokawloon: 1982, 1983